# Петровський район (Донецьк)
Петро́вський райо́н — адміністративний район на заході Донецька, найвіддаленіший від центру міста. Носить ім'я радянського революціонера і державного діяча Григорія Петровського. Площа району — 62,4 км², населення — 85 399 осіб (2001 рік). Заснований у 1937 році.

## Населення
За даними перепису 2001 року населення району становило 84452 особи, із них 19,17 % зазначили рідною мову українську, 79,91 % — російську, 0,08 % — білоруську та циганську, 0,04 % — вірменську, 0,03 % — молдовську, 0,02 % — грецьку, 0,01 % — болгарську, а також гагаузьку, німецьку, польську, румунську та єврейську мови.

## Історія
У 1872 році східною межею теперішнього Петровського району пройшла залізнична лінія Костянтинівка—Оленівка. Було засновано станцію Мандрикине. 1888 року від станції були прокладені під'їзні колії до Вознесенської копальні.

## Визначні місця

Пам'ятник учасникам другої світової війни (Донецьк; 2013 р., автори — скульптори Крилов Борис та Олесь Сидорук

- Палац культури імені Петровського,
- Парк культури і відпочинку імені Петровського,
- Петровське лісництво.
- кінотеатр «Мир»

## Мікрорайони та місцевості
- Багатоповерхова забудова:
  - Петрівка,
  - Тихий,
  - Бірюзова
- селища:
  - Шахти імені Є. Т. Абакумова,
  - імені Мічуріна,
  - Мандрикине,
  - Трудівські,
  - Шахти імені Челюскінців,
  - Шахти № 4-21,
  - Шахти № 3-18,
  - Шахти № 29.
  - Житломайданчик

## Промислові підприємства
- шахти:
  - «Трудівська» (ГХК «Донвугілля»),
  - імені Челюскінців (ГХК «Донецьквугілля»),
  - імені Є. Т. Абакумова,
  - імені О. О. Скочинського,
  - № 29,
  - № 3-18,
  - № 11-Біс,
  - № 10,
  - № 23,
  - Шахта № 4-21,
- «Продмаш»,
- Асфальтобетонний завод,
- Петровський вуглемашзавод,
- Завод «Універсальне обладнання».
- Завод з виготовленню цегли
- Брикетна фабрика
- Будинкобудівний комбінат
- Завод із переробки насіння соняшника «ТОВ Комбінат Каргілл» (Cargill Industrial Complex LLC)

## Транспорт

### Основні автомагістралі
- вулиця Петровського,
- Вуглегірська вулиця,
- вулиця Переможців,
- вулиця Архітекторів,
- вулиця Раціоналізаторів,
- площа Перемоги.

### Міський транспорт
- Донміськелектротранспорт:
  - трамвай — маршрут № 16 — на межі з Кіровським районом — до бавовняного комбінату,
- Автостанція «Трудівська» (Мар'їнський напрям).
- Метрополітен — запроєктовані станції: «Шахта № 29», «Петрівка», «Площа Перемоги».

### Залізничні станції та зупинки
- станція Мандрикине,
- зупинні пункти
- Старомихайлівка,
- 4 км.